# Flaccitheus
Flaccitheus (? - 475) là người sáng lập ra Vương quốc Rugii.

## Tiểu sử
Flaccitheus ít được biết đến trong sử sách ngoại trừ tác phẩm Vita Sancti Severini của Eugippius là có nhắc đến ông. Sau trận Nedao vào năm 454, người Rugii đã định cư trên bờ phía bắc sông Danube. Theo sau sự sụp đổ trật tự của Đế quốc La Mã ở Noricum, người Rugii đã lợi dụng tình hình này để củng cố quyền lực của họ. Đến năm 467, Flaccitheus đã thành lập Vương quốc Rugii. Ông có mối xung đột thường xuyên với người Ostrogoth, dù là một tín hữu của giáo phái Arianus và còn là tâm phúc của Severinus xứ Noricum. Flaccitheus có lẽ đã qua đời vào khoảng năm 475, ngôi vua được truyền lại cho con trai ông là Feletheus.

### Chính yếu
- Eugippius: Vita Sancti Severini

### Thứ yếu
- Friedrich Lotter: Severinus von Noricum, Legende und historische Wirklichkeit: Untersuchungen zur Phase des Übergangs von spätantiken zu mittelalterlichen Denk- und Lebensformen. Stuttgart 1976.
- John Martindale, John Morris: Prosopography of the Later Roman Empire. Bd. 2. Cambridge 1980, S. 473.
- Walter Pohl: Die Gepiden und die gentes an der mittleren Donau nach dem Zerfall des Attilareiches. In: Herwig Wolfram, Falko Daim (Hrsg.): Die Völker an der mittleren und unteren Donau im fünften und sechsten Jahrhundert. Wien 1980, S. 239–305.
- Edward Arthur Thompson: Romans and Barbarians. Madison 1982, S. 113ff.